# ピパイロ岳
ピパイロ岳（ピパイロだけ）は、北海道の帯広市と河西郡芽室町の2市町にまたがる標高1,916.2 mの山である。山頂には三等三角点「戸蔦別岳」が設置されている。

## 概要
日高山脈北部に位置する山で、東側の尾根には伏美岳、妙敷山、帯広岳が聳えている。1925年、北海道大学山岳部によって初登頂され、1928年には同山岳部が積雪期の登頂を果たした。
北東側は美生川支流のピパイロ川が流れている。南東側はピペハロ沢が流れており、山名と同義と考えられている。元々は美生川の水源であったことから美生岳という名前になっていた。山名はアイヌ語で「沼貝（カワシンジュガイ）の多い所」と言う意味があるという。美生川の名前の由来も元々は「ピパイロ川」であった。

## 登山

### 伏美岳から
芽室山の会によってピパイロ岳への登山道が作られた無雪期に登られることも多いが、藪漕ぎ箇所などがあり、現在はトムラウシ沢林道が閉鎖されているため、山頂まで長時間かかるようになってしまい日帰りは難しく、途中の山小屋は伏美岳登山口の伏美小屋（伏美岳避難小屋）のみであるため、途中でテント泊する場合が多い。

### チロロ林道から
日高町を流れる千呂露川沿いを登るコース。二岐沢出合からは徒歩でチロロ林道を進み、北海道電力の取水ダムから登山道となる。登山道は二ノ沢を登り額平岳・北戸蔦別岳・1967峰を経て山頂へ至る。途中にはトッタの泉と呼ばれる水場があり、そこで給水できる。
登山口から山頂までは長距離であるが道中に山小屋はないため主にテント泊で登る。